# Método das diferenças finitas
O método das diferenças finitas (MDF) é um método de resolução de equações diferenciais que se baseia na aproximação de derivadas por diferenças finitas. A fórmula de aproximação obtém-se da série de Taylor da função derivada. Hoje, os MDFs são a abordagem dominante das soluções numéricas de equações diferenciais parciais.
O operador de diferenças finitas para derivada pode ser obtido a partir da série de Taylor para as seguintes funções:
{\displaystyle f(x+h)=f(x)+f'(x)h+{\frac {f''(x)h^{2}}{2}}+{\frac {f'''(x)h^{3}}{6}}+o(h^{4})\,}
{\displaystyle f(x-h)=f(x)-f'(x)h+{\frac {f''(x)h^{2}}{2}}-{\frac {f'''(x)h^{3}}{6}}+o(h^{4})}
Portanto, a derivada primeira pode ser escrita de três formas distintas como uma diferença-quociente mais um termo de erro, obtido ao desprezar-se termos de ordem superior :
{\displaystyle f'(x)={\frac {f(x+h)-f(x)}{h}}+o(h)} , que é conhecida como fórmula das diferenças progressivas, ou
{\displaystyle f'(x)={\frac {f(x)-f(x-h)}{h}}+o(h)} , que é conhecida como fórmula das diferenças regressivas, ou ainda
{\displaystyle f'(x)={\frac {f(x+h)-f(x-h)}{2h}}+o(h^{2})} , que é conhecida como fórmula das diferenças centradas.
Além disso, é possível obter derivadas de ordem superior. A derivada de segunda ordem é obtida a partir de
{\displaystyle f(x+h)+f(x-h)=2f(x)+f''(x)h^{2}+o(h^{4})}
e é dada por  {\displaystyle f''(x)={\frac {f(x+h)-2f(x)+f(x-h)}{h^{2}}}+o(h^{2})}

## Método das diferenças finitas para problemas lineares
A partir das aproximações por diferença-quociente para derivadas de qualquer ordem, é possível transformar equações diferenciais em problemas lineares. Para isso, é necessário ignorar o termo de erro e tornar {\displaystyle h} um número muito pequeno, mas grande o suficiente para que não cause instabilidades nas aproximações das derivadas.

### Resolução de problemas de contorno
Para uma equação diferencial do tipo {\displaystyle y''(x)=f(x)y'(x)+g(x)y(x)+z(x)}, onde {\displaystyle x} varia de {\displaystyle a} até {\displaystyle b},  {\displaystyle y(a)=\alpha } e {\displaystyle y(b)=\beta }.
A equação é aproximada pelo método das diferenças finitas, com um erro de truncamento igual a {\displaystyle o(h^{2})}, substituindo-se as derivadas pelas suas representações numéricas, que são dadas por:
{\displaystyle y'(x)={\frac {y(x+h)-y(x-h)}{2h}}}
{\displaystyle y''(x)={\frac {y(x+h)-2y(x)+y(x-h)}{h^{2}}}}
Como é possível perceber, necessita-se definir um valor para {\displaystyle h}. Este valor pode ser definido pela divisão do intervalo em que se está interessado para a resolução do problema em {\displaystyle N} intervalos menores. Assim, o valor de {\displaystyle h} é dado por: {\displaystyle h={\frac {b-a}{N}}}.
As extremidades destes subintervalos são dadas por  {\displaystyle x(i)=a+(i-1)h}, para {\displaystyle i=1,2,...,N}.
Para a resolução do problema, a equação é escrita na forma {\displaystyle y''(x)-f(x)y'(x)-g(x)y(x)=z(x)}, que após a substituição das derivadas, torna-se:
{\displaystyle {\frac {y(x(i)+h)-2y(x(i))+y(x(i)-h)}{h^{2}}}-f(x(i))\left[{\frac {y(x(i)+h)-y(x(i)-h)}{2h}}\right]-g(x(i))y(x(i))=z(x(i))} , para {\displaystyle i=2,3,...,N}.
Como {\displaystyle x(i+1)=x(i)+h}  e  {\displaystyle x(i-1)=x(i)-h}, aquela equação pode ser reescrita como
{\displaystyle {\frac {y(x(i+1))-2y(x(i))+y(x(i-1))}{h^{2}}}-f(x(i))\left[{\frac {y(x(i+1))-y(x(i-1))}{2h}}\right]-g(x(i))y(x(i))=z(x(i))}.
Isolando os termos {\displaystyle y(x(i+1))}, {\displaystyle y(x(i))} e {\displaystyle y(x(i-1))} na fórmula acima, obtêm-se
{\displaystyle y(x(i-1))\left[{\frac {1}{h^{2}}}+{\frac {f(x(i))}{2h}}\right]+y(x(i))\left[{\frac {-2}{h^{2}}}-g(x(i))\right]+y(x(i+1))\left[{\frac {1}{h^{2}}}-{\frac {f(x(i))}{2h}}\right]=z(x(i))}
A partir desta equação é possível resolver o sistema linear a partir de uma matriz {\displaystyle A} de coeficientes que multiplica os valores de {\displaystyle y}, sendo que a solução deste sistema é dada por {\displaystyle B}. Esse sistema linear é representado a seguir.
{\displaystyle A={\begin{bmatrix}1&0&0&\cdots &\cdots &\cdots &0\\{\frac {1}{h^{2}}}+{\frac {f(x(2))}{2h}}&{\frac {-2}{h}}-g(x(2))&{\frac {1}{h^{2}}}-{\frac {f(x(2))}{2h}}&0&\cdots &\cdots &0\\0&\ddots &\ddots &\ddots &\vdots &\vdots &0\\0&\ddots &\ddots &\ddots &{\frac {1}{h^{2}}}+{\frac {f(x(N-1))}{2h}}&{\frac {-2}{h}}-g(x(N))&{\frac {1}{h^{2}}}-{\frac {f(x(N+1))}{2h}}\\0&0&\cdots &\cdots &0&0&1\end{bmatrix}}}
{\displaystyle B={\begin{bmatrix}\alpha \\z(x(2))\\z(x(3))\\\vdots \\\beta \end{bmatrix}}}
Onde a aproximação para {\displaystyle y} é dada pelos pontos que são solução do sistema {\displaystyle Ay=B}.

### Resolução de problemas de valor inicial e o método de Euler
A partir do método das diferenças finitas também é possível obter o método de Euler, que é usado para obter soluções de problemas de valor inicial bem-posto. Leonhard Euler (1707 - 1783) foi o primeiro matemático de sua época a apresentar o uso do método de diferenças finitas para encontrar aproximações de soluções de equações diferenciais. Entretanto, o método de Euler não é usado na prática, pois possui pouca precisão. Alternativamente a este, são utilizados com maior frequência o método de Euler modificado ou o método de Runge-Kutta para solução de problemas de valor inicial.
Para um dado problema de valor inicial bem posto
{\displaystyle y'(t)=f(t,y)},                  {\displaystyle a} ≤ {\displaystyle t} ≤ {\displaystyle b} ,                   {\displaystyle y(a)=\alpha } .
Divide-se o intervalo {\displaystyle [a,b]} em {\displaystyle N} subintervalos e define-se que {\displaystyle t(i)=a+(i-1)h}, para {\displaystyle i=1,2,...,N}. Onde {\displaystyle h} é o espaçamento da malha.
A partir disto, temos que  {\displaystyle h={\frac {(b-a)}{N}}=t(i+1)-t(i)}, para {\displaystyle i=1,2,...,N}.
Aproximando a equação diferencial pelo método das diferenças finitas, desprezando-se o termo de erro, temos
{\displaystyle {\frac {y(t(i+1))-y(t(i))}{h}}=f(t(i),y(i))}
{\displaystyle y(t(i+1))=y(t(i))+hf(t(i),y(i))}, que é usada para {\displaystyle i=1,2,3,...,N.}
A equação acima é conhecida como equação de diferença associada ao método de Euler.
O sistema linear é inicializado com {\displaystyle y(1)=\alpha } e é de fácil solução.

## Método das diferenças finitas para problemas não lineares
O método das diferenças finitas é análogo ao utilizado para problemas lineares. Entretanto, é utilizado um processo iterativo para a obtenção da solução do problema, que não é linear.

### Resolução de problemas de contorno não-lineares
Para um problema de contorno não-linear geral, dado por {\displaystyle y''=f(x,y,y')} com {\displaystyle x} variando de {\displaystyle a} até {\displaystyle b}, e sendo as condições de contorno {\displaystyle y(a)=\alpha } e {\displaystyle y(b)=\beta },
há garantia de solução única se as seguintes condições forem satisfeitas.
- {\displaystyle f} e suas derivadas parciais em relação a {\displaystyle y} e {\displaystyle y'} são contínuas em {\displaystyle D=} { {\displaystyle (x,y,y')|a} ≤ {\displaystyle x} ≤ {\displaystyle b,} - {\displaystyle \infty } < {\displaystyle y} <  {\displaystyle \infty }, - {\displaystyle \infty } < {\displaystyle y'} < {\displaystyle \infty } };
- {\displaystyle f(x,y,y')} > {\displaystyle \delta }, para um certo {\displaystyle \delta } > {\displaystyle 0} ;
- Existem constantes {\displaystyle P} e {\displaystyle Q} tais que: {\displaystyle P} é o valor máximo que o módulo da derivada parcial de {\displaystyle f} em relação a {\displaystyle y} atinge em {\displaystyle D} e {\displaystyle Q} é o valor máximo que o módulo da derivada parcial de {\displaystyle f} em relação a {\displaystyle y'} atinge em {\displaystyle D}.

Como no caso anterior, a aproximação para a equação é obtida quando os termos de erro são desprezados.
Assim, {\displaystyle y''=f(x,y,y')} torna-se  {\displaystyle {\frac {y(x+h)-2y(x)+y(x-h)}{h^{2}}}=f(x,y,{\frac {y(x+h)-y(x-h)}{2h}})}, que com a mesma divisão em intervalos anterior, é dada por  {\displaystyle {\frac {y(x(i+1))-2y(x(i))+y(x(i-1))}{h^{2}}}=f(x(i),y(i),{\frac {y(x(i+1))-y(x(i-1))}{2h}})}, para {\displaystyle i=2,3,...,N}.
As condições de contorno são {\displaystyle y(1)=\alpha } e {\displaystyle y(N+1)=\beta }.
A partir da equação {\displaystyle -{\frac {y(x(i+1))-2y(x(i))+y(x(i-1))}{h^{2}}}+f(x(i),y(i),{\frac {y(x(i+1))-y(x(i-1))}{2h}})=0}, para {\displaystyle i=2,3,...,N} e das condições de contorno, obtemos um sistema não linear que pode ser resolvido via Método de Newton para sistemas não-lineares. Sendo que o sistema terá solução única se {\displaystyle h} < {\displaystyle 2/Q}. Se a aproximação inicial utilizada no método de Newton for suficientemente próxima da solução e se a matriz Jacobiana do sistema for não-singular, o sistema converge para a solução exata.